# MV Taiko
MV Taiko — грузовое судно, ролкер. Построен в 1984 году на верфи Hyundai Heavy Industries в Южной Корее для Blue Funnel Line. Принадлежит норвежской компании Wilhelmsen Lines Shipowning.

## История
Taiko было построено как Barber Hector компанией Hyundai Heavy Industries в Ульсане (Южная Корея) в 1984 году для британской компании Blue Funnel Line, входившей в ливерпульской компании Ocean Transport & Trading Ltd. Это было последним заказанным судном Blue Funnel. Служило на Barber Blue Sea Line, совместном предприятии Blue Funnel, Wilhelmsen Lines Shipowning (Осло) и Broström Group (Швеция). В 1988 году Barber Blue Sea прекратило свою деятельность и Barber Hector было продано шведскому партнёру, зафрахтован Wilh. Wilhelmsen и переименован в Taiko. В 1993 году Wilh. Wilhelmsen выкупило судно.
Первоначально предназначалось для перевозки грузов и контейнеров RoRo и имело тоннаж 27 990 GT. В 2008 году Taiko было преобразовано в Китае в автомобильный перевозчик, тоннаж был увеличен до 66 532 GT. В дополнение к автомобильным палубам, загружаемым и выгружаемым через рампу грузоподъемностью 400 тонн (через люк высотой 6,4 м и шириной 12,5 м), Taiko получило две подъёмные палубы.

### Перевозка химического оружия

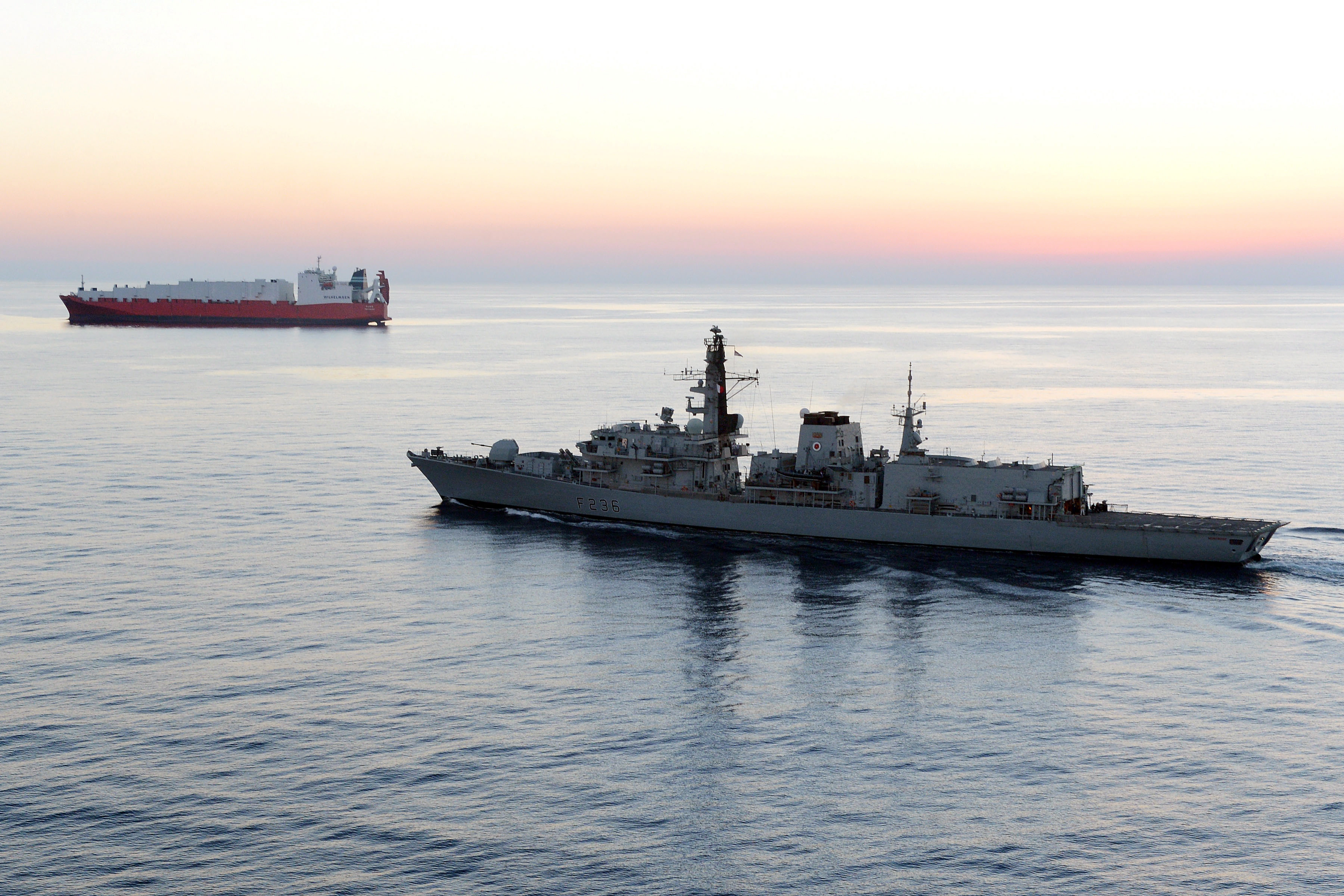
Британский фрегат HMS Montrose сопровождает MV Taiko при перевозке сирийского химического оружия (2014).

В декабре 2013 года правительство Норвегии наняло Taiko для перевозки сирийского химического оружия за границу для уничтожения, в том числе вместе с датским грузовым кораблем Ark Futura. Караван проходил под защитой норвежского фрегата класса «Фритьоф Нансен» HNoMS Helge Ingstad и датского корабля поддержки класса «Абсалон» HDMS Esbern Snare, а также военных кораблей Китая, России и Великобритании. На борту MV Taiko были также размещены специалисты из военного персонала. Taiko погрузило химикаты в сирийском порту Латакия и транспортировало их в Финляндию и США для уничтожения.